# Mauro Manzoni
Mauro Manzoni (Roma, 24 marzo 1958) è un allenatore di calcio ed ex calciatore italiano, di ruolo difensore o centrocampista.

## Carriera

### Giocatore
Ha collezionato 14 presenze in Serie A (esordio il 14 ottobre 1979, in occasione del pareggio esterno con l'Ascoli) con la Lazio nella stagione 1979-80, anno in cui la società romana viene coinvolta nello scandalo del Totonero e viene retrocessa in Serie B. Disputa 14 partite di campionato coi biancocelesti anche l'annata successiva fra i cadetti, per proseguire la carriera nelle serie minori.

### Allenatore
Nel 2005 partecipa al corso per il tesserino d'allenatore, e l'anno successivo inizia a guidare formazioni giovanili. A partire dal 2012 assume l'incarico di allenatore della squadra Under 21 della Vigor Mellis.

## Palmarès

La rosa della Lazio 1980-81, Manzoni è in piedi, terzultimo a destra

### Calciatore

#### Competizioni giovanili
- Campionato nazionale Dante Berretti: 1

Lazio: 1976-1977